# Carole Péon
Carole Péon, född 4 november 1978, är en fransk triathlet som tävlat i olympiska sommarspelen 2008 och 2012. Hon har haft ett förhållande med den franska triathleten Jessica Harrison sedan 2005.